# Takahasi no Musimaro
Takahasi no Musimaro (japánul: 高橋虫麻呂, Hepburn-átírással: Takahashi no Mushimaro) (8. század) japán költő.
Egy költeményének keletkezési dátumát ismerjük, amely a Manjósú-ban található, s 732-ből származik. A mű a Fudzsivara nemzetség egyik jeles képviselőjének, Fudzsivara no Umakainak ajánlott alkotás. Ebből következtetve Takahasi feltehetőleg Umakai vazallusa lehetett. A Manjósú harmadik korszaka végén, negyedik korszaka elején alkothatott, vagyis a Nara-kor elején vagy közepén. Valószínűleg ő állította össze a Manjósú 9. könyvét, s ő gyűjthette a 14. könyv „keleti dalait” (Azuma uta) is. A Manjósú-ban található költeményeinek zöme Takahasi muradzsi musimaro kasú (Takahasi versgyűjteménye) című, összegyűjtött alkotásait tartalmazó gyűjteményből származik. Alkotásai különlegessége, hogy azokba legendákat is beleszőtt. Legkedveltebb témája az utazás, ez költeményeinek bizonyos fokú leíró jelleget kölcsönöz. Műfajukat tekintve leginkább csóka, vaka és szedóka költemények. Mint hivatalnok Hitacsi tartományban szolgált, feltehetőleg aktívan részt vett a Hitacsi no kuni fudoki (Hitacsi tartomány fudokija) című gyűjtemény összeállításában.